# Азаричи
Азаричи (блр. Азарычы; рус. Озаричи) насељено је место са административним статусом варошице (городской посёлок) у централном делу Гомељске области у Републици Белорусији. Административно припада Калинкавичком рејону.

## Географија
Азаричи се налазе у северном делу Калинкавичког рејона Гомељске области, и леже на обали реке Више (леве притоке реке Ипе). Удаљени су 42 км северно од рејонског центра града Калинкавича, односно 20 км северно од железничке станице Халодники на линији Жлобин—Калинкавичи. Административни центар области град Гомељ налази се 164 км источније.

## Историја
Према појединим писаним изворима Азаричи се више пута помињу током XVI века као село Минског војводства Велике Кнежевине Литваније. Пољски краљ Станислав II доделио је 1786. Азаричима статус насеља и дозволио одржавања два сајма годишње.
Након распада Пољско-литванске Уније 1793. постају део Руске Империје. Прва школа у селу отворена је 1869, а према подацима из 1889. школу је похађало 69 ученика. Недуго после тога основана је и прва гимназија. Године 1885. постају центар парохије која је обухватала 16 околних села. Крајем 19. века у насељу су постојале црква, 2 јеврејска молитвена дома, школа, 8 трговачких радњи, ресторан и апотека. Године 1913. отворена је амбуланта и телефонска централа.
Током марта 1944. недалеко од Азарича, у рејону села Дерт и Падасиновик немачки фашисти су успоставили 3 логора смрти у којима је било преко 50.000 заробљеника доведених из разних делова Белорусије. У тим логорима је смртно страдало око 20.000 људи, а њима у част је на том месту 1965. подигнут меморијални споменик.
Све до 1960. Азаричи су били административни центар Доманавичког рејона. Административни статус варошице насеље носи од 17. новембра 1959. године.

## Демографија
Према резултатима пописа из 2009. у вароши је живело 1.338 становника.
| 1959. | 2004. | 2009. |
| ----- | ----- | ----- |
| 1.800 | 1.500 | 1.338 |

## Саобраћај
Азаричи су друмским линијама повезани са Калинкавичима, Бабрујском и Акцјабрским.